# D'Alembert (Québec)
Pour les articles homonymes, voir D'Alembert.
D'Alembert est un quartier de Rouyn-Noranda et le nom d'une ancienne municipalité de la région administrative de l'Abitibi-Témiscamingue à l'ouest du Québec.

## Géographie
D'Alembert est situé à 17 kilomètres au nord du centre urbain de Rouyn-Noranda, sur la route 101, délimité au sud-ouest par les quartiers d'Évain et Arntfield, à l'ouest par l'Ontario, au nord-ouest par Duparquet, au nord-est par le quartier Destor et à l'est par le quartier Cléricy. Ce quartier connaît son développement essentiellement autour de l’industrie minière et un grand nombre de constructions résidentielles grâce aux de taxes le plus bas de la MRC de Rouyn-Noranda.

## Histoire
Au départ, la paroisse s'appelle Saint-Christophe-de-Dufresnoy.
Des colons et des mineurs vivent déjà à D'Alembert mais c'est en 1930 que s’installent les premiers habitants, bûcherons et prospecteurs, venus travailler pour les compagnies forestières. 
Afin de diriger des sans-emploi vers les régions rurales, en 1939, la paroisse Saint-Christophe-de-D’Alembert est ouverte grâce au plan de colonisation Rogers-Auger (1937-1939). Une quarantaine de familles viennent s'établir sur les lots concédés aux fins de colonisation.Cette dernière connaît un accroissement important de constructions résidentielles qu'on attribue au taux de taxes le plus bas de la MRC de Rouyn-Noranda.
En 1980, la paroisse devint municipalité. 
À la suite des réorganisations municipales québécoises de 2002, l'ensemble des municipalités de la MRC de Rouyn-Noranda fusionnent en une seule.
En date du 1er janvier 2002, la municipalité de D'Alembert fusionne donc avec la ville de Rouyn-Noranda pour former une municipalité régionale de comté. D'Alembert est aujourd'hui un quartier de la nouvelle ville.
Aujourd'hui la Ville de Rouyn-Noranda a le double statut de MRC et de municipalité locale,.

## Toponymie
Le toponyme vient du capitaine D'Alembert, officier du régiment de Royal-Roussillon de l'armée de Montcalm.